# Sede de la Embajada de Francia en España
La sede de la Embajada de Francia en España se encuentra en el antiguo palacio del conde de Fuente Nueva de Arenzana, conocido comúnmente como Palacio de Arenzana. Este edificio está situado en el número 9 de la calle Salustiano Olózaga del barrio de Recoletos, distrito de Salamanca, Madrid. 
La residencia del embajador en Madrid se encuentra en un palacete en el n.º 124 de la calle de Serrano. La propiedad, que pertenecía a la familia Urquijo, consta de dos inmuebles uno principal que da a la calle de Serrano y fue construido en 1920 y el segundo denominado Villa andalouse por su estilo neocolonial decó y próximo a la calle de López de Hoyos, fue proyectado en 1928 por Luis Gutiérrez Soto y construido en 1930. Los otros dos edificios que completan la misión diplomática de Francia en España son el Consulado General de Francia en Madrid y el Instituto Francés de España que se encuentran en los números 10 y 12 de la calle del Marqués de la Ensenada (frente a la Plaza de la Villa de París).

## Historia y características
Fue construido entre 1876 y 1879 por el arquitecto Francisco de Cubas, atendiendo a las pautas residenciales y a las necesidades de espacio que entonces demandaba la forma de vida de las clases altas de la sociedad. Era parte de un proyecto en el cual también se enmarcan los cuatro edificios situados en los números 4, 6, 7 y 9 de la Calle de Villalar. Se localiza en el barrio de Salamanca, que por entonces empezaba a despuntar como un barrio lujoso del nuevo Ensanche de la ciudad, próximo a los palacios del Marqués de Salamanca, de Zabálburu y del Marqués de Linares, entre otros. 
Es un edificio en esquina que no se ciñe al perímetro de la manzana característica del Ensanche, sino que se ha concebido retranqueado en su parte frontal con el fin de resaltar su fachada y así ganar espacio para un jardín. También se han retranqueado las medianerías con objeto de conseguir que la luz natural incida en todas sus fachadas.
Según consta en el proyecto original, se emplearon los mejores materiales que había en Madrid para la construcción de este edificio de tres plantas. Su decoración, con arcos de medio punto, arquitrabes, todo tipo de pilastras y el balcón del segundo piso, recuerdan al estilo clasicista de los palacios italianos, aunque también sus frontones rotos y su ornamentación con guirnaldas, hojas y conchas, recuerdan al neomanierismo y al neobarroco. Es precisamente esta mezcla de estilos lo que confiere a este palacio cierto carácter eclecticista.
A finales del siglo XIX, el palacio fue adquirido por el Estado francés para ubicar en él su delegación diplomática, lo que con el tiempo obligó a hacer algunas reformas en el edificio, como las realizadas en 1906 bajo la dirección del arquitecto Daniel Zavala y Álvarez.